# 牛角坝镇
牛角坝镇，是中华人民共和国湖南省永州市冷水滩区下辖的一个乡镇级行政单位。

## 行政区划
牛角坝镇下辖以下地区：
湘山街社区、澄塘村、严塘村、麦子园村、杉树园村、三岔铺村、牛角圩村、石溪坪村、白塘村、扁塘村、雷溪坪村、长冲村、下凡村、石溪江村、牛角坝村、新沙州村、新角坝村、夏籍甸村、黑神庙村、杨泗庙村、柘剌塘村和竹溪村。